# Félix Germain
Pour les articles homonymes, voir Germain.
Félix Germain, né le 18 juillet 1904 à Beaufort (Savoie), mort le 2 septembre 1992 à La Tronche (Isère), inhumé à Corenc (Isère), est un professeur, alpiniste et sauveteur en montagne, écrivain,  traducteur et directeur de collection français,,.

## Biographie

### Le professeur
Fils d'instituteurs, il obtient la licence ès lettres classiques et le D.E.S. de lettres classiques, devient professeur de français, latin et grec ancien dès 1926, et enseigne au lycée Champollion de Grenoble de 1932 à 1965,,.
Il se sert de son expérience pour faire passer à ses élèves de français la notion d'"honnête homme", à ses élèves de latin, la maxime "mens sana in corpore sano" ("un esprit sain dans un corps sain"), et à ceux de grec ancien, les épopées des héros d'Homère.
En 1936 il épouse Jeanne Lacroix, professeure agrégée d'anglais, qui l'accompagnera dans nombre de ses courses, illustrera certains de ses livres, et traduira avec lui des ouvrages publiés en anglais, sous le nom de "Jeanne Germain",.

### L'alpiniste
Durant son adolescence, il s'initie à l'escalade avec des amis dans le massif de Belledonne, et lit les récits des grands alpinistes.
Après s'être aguerri, il s'engage dans des courses dans le massif du Mont-Blanc (arêtes du Grépon, arêtes de Rochefort), et dans les parois du Vercors, de l'Oisans, des Dolomites...
Il a à son actif plusieurs premières, :
- 1935 : première hivernale à skis de l'arête sud-ouest du Schrandele dans les Alpes de Stubai, Tyrol, Autriche, avec Karl Lier.
- 1938 : face nord du Pic Maître à la Grande Ruine, avec Paul Boniface et André Colomb.
- 1941 : descente à skis du Brévent par le col du Brévent.
- 1942 : arête ouest de la Pointe des Chamois (Oisans), avec André Colomb.
- 1942 : traversée des arêtes de la Tête du Replat (Oisans), avec Colomb, Mallet et Rey, arête est de la Tête nord-est et descente face est de la Tête sud-ouest.
- 1942 : traversée du dôme de la Gandolière (Oisans), avec Colomb, Mallet et Rey, arête sud-ouest et arête ouest-sud-ouest.
- 1943 : traversée Pointe Thorant – Pointe Madeleine (Oisans).
- 1943 : face sud-sud-ouest du Râteau (Oisans).
- 1943 : arête sud-ouest de la Tête sud du Replat (Oisans).
- 1946 : face sud-est du Grand pic de Belledonne avec R. Chavand.
- 1947 : face nord de la Pointe Cézanne (Oisans) avec R. Chavand.

À la fin des années 1950, alors que l’alpiniste Claude Kogan prépare la première expédition féminine internationale dans l’Himalaya et recherche une femme alpiniste sachant filmer, Félix Germain lui recommande Micheline Rambaud et les met en relation,,.

### Le sauveteur et l'organisateur du secours en montagne
En 1933, il rejoint la Société dauphinoise de secours en montagne (SDSM),, et en 1939 il en devient le président actif, fonction qu'il exercera jusqu'en 1975. Depuis ses origines, elle est autonome et composée de montagnards bénévoles.
À ce titre, il participe à de nombreuses opérations de secours, comme sauveteur ou organisateur : notamment pour les accidents d'avions de la Moucherolle en 1947, de l'Obiou en 1950, et le sauvetage de deux alpinistes au Pavé en 1948, et d'un autre à l'Olan en 1949.
De 1947 à 1957, il est aussi secrétaire général de la commission de la Fédération française de la montagne (FFM) pour le secours en montagne.
Après l'agonie de Vincendon et Henry durant l'hiver 1956-57 dans le Massif du Mont-Blanc, les pouvoirs publics décident en 1958 de confier la direction des opérations de secours en montagne aux gendarmes, aujourd'hui les PGHM, et aux CRS Montagne. Cela correspondant aux souhaits de Félix Germain, il s'implique fortement dans la mise au point de la nouvelle organisation, et en est un des principaux artisans.
Pour le secours aux victimes d'avalanches, il sera à l'origine de la mise en place d'équipes cynophiles.
On lui doit la création en 1949 de l'insigne ou médaille du Secours en montagne français,.
Félix Germain fit partie du groupe de sauveteurs de différents pays alpins (Allemagne, Autriche, France, Italie, Suisse) qui dès 1948  prirent l'initiative de créer une commission internationale qui fut officiellement enregistrée en 1955 sous le nom de Commission internationale de sauvetage alpin (en)  (ICAR/CISA),.

### L'homme de lettres
C'est aux éditions Arthaud (Grenoble) qu'il publie ses propres ouvrages, y traduit un grand nombre de livres sur l'alpinisme écrits en italien, ainsi qu'en anglais en collaboration avec son épouse Jeanne Germain, et y dirige la Collection Sempervivum.

#### L'écrivain et son œuvre
- En janvier 1928, il publie un article dans La Montagne, revue du Club Alpin Français (CAF)[20].
- En partenariat avec le Groupe de haute montagne dont il est devenu membre[21],[22], il publie en 1947 Escalades choisies du Léman à la Méditerranée, guide de poche qui décrit 80 escalades dans les Alpes françaises en 2 tomes (Alpes du nord, Alpes du sud)[23].
- En 1950 Les Dolomites est un beau livre sur ce massif italien[24].
- En 1955 Cimes et visages du Haut-Dauphiné est un livre en 3 parties[25] :
  - un texte aux accents lyriques sur la montagne, la nature et l'alpinisme, qui se termine par le renouvellement du mythe de la "mort du Grand Pan"
  - une partie illustrée de photos sur la vie en montagne et sur la haute montagne
  - une partie constituant les commentaires des illustrations.

Paul Veyret, directeur de l'Institut de géographie alpine, en donne une critique dans la Revue de géographie alpine (no 43-4, 1955).
- En 1959 Sommets est une anthologie sur la montagne[27].
- En 1960 Cimes et visages de Savoie est basé sur le même canevas que son "frère" haut-dauphinois, avec la partie texte qui se conclut sur une déclaration d'amour de l'auteur à sa Savoie natale[28].
- Alors que Grenoble s'apprête à accueillir les Xèmes Jeux olympiques d'hiver, il fait paraitre en 1967 en collaboration avec un couple d'universitaires, Germaine et Paul Veyret, un livre au format in-folio, Grenoble capitale alpine[29].
- En 1968 La Yougoslavie comprend "215 photographies en noir et en couleurs de l'auteur, 11 croquis in-texte, 1 carte trois couleurs"[30].

#### Le traducteur
Félix Germain a traduit, seul ou en collaboration avec son épouse, une vingtaine d'ouvrages, au nombre desquels:
- Dans L'aventure alpine (Arthaud, Grenoble, collection Sempervivum), traduction française de l'ouvrage de Frank Smythe The adventures of a mountaineer publiée en 1951, il ajoute en appendice La bibliothèque de l'alpiniste, qui représente "son choix des livres sur l'alpinisme les plus intéressants pour un lecteur de langue française" [31],[32].
- En 1962 dans la collection Sempervivum, il traduit le best-seller de Walter Bonatti Le mie montagne (littéralement "Mes montagnes"), dont le titre français évoque davantage un hommage : À mes montagnes[33].
- En 1971 il traduit Alpinismo moderno, livre collectif publié sous la direction de Giancarlo Del Zotto, et adapte ce manuel technique avec la collaboration d'éminents alpinistes (Alpinisme moderne, Arthaud, Collection Sempervivum)[34].

#### Le directeur de collection
Selon le Dictionnaire de la montagne, article Félix Germain, "il dirigea pour le compte de l'éditeur Arthaud la célèbre collection Sempervivum dans laquelle furent publiés quelques-uns des meilleurs textes de la littérature alpine (64 titres au total)".
Cette direction coïncide avec la durée de vie de la collection : de 1949 à 1979. Cela fait en moyenne un peu plus de 2 ouvrages par an.
Quelques titres vedettes (notamment le best-seller Annapurna, premier 8000, de Maurice Herzog, éditions Arthaud, Grenoble, en 1951) :
| no 5  | Giusto Gervasutti               | Montagnes, ma vie                                       | 1949 |
| no 11 | Frank Smythe                    | L'Aventure alpine                                       | 1951 |
| no 14 | Samivel                         | Contes à pic                                            | 1951 |
| no 16 | Maurice Herzog                  | Annapurna, premier 8000                                 | 1951 |
| no 17 | Claude Kogan - Nicole Leininger | Cordillère Blanche                                      | 1952 |
| no 24 | Gaston Rébuffat                 | Étoiles et Tempêtes (Six Faces Nord)                    | 1954 |
| no 26 | André Guex                      | Geiger pilote des glaciers                              | 1954 |
| no 27 | James Ramsey Ullman (en)        | Tenzing de l'Everest                                    | 1955 |
| no 38 | Walter Bonatti                  | À mes montagnes, traduction de Félix Germain            | 1962 |
| no 50 | Paul Dreyfus                    | Sylvain Saudan skieur de l'impossible                   | 1970 |
| no 51 | Collectif                       | Alpinisme moderne                                       | 1971 |
| no 59 | Claude & Philippe Traynard      | Ski de montagne                                         | 1974 |
| no 60 | Reinhold Messner                | Le 7e degré                                             | 1975 |
| no 63 | Reinhold Messner                | Défi deux hommes un 8000                                | 1977 |
| no 64 | Cicely Williams                 | Dames alpinistes, traduction de Félix et Jeanne Germain | 1979 |

### Nécrologie
Sur sa stèle au cimetière de Corenc est gravée en épitaphe une citation de Jean Giono extraite du roman Le Grand Troupeau (1931), :

## Distinctions et hommages
- Académie delphinale : élu en 1955[36], président de 1972 à 1974.
- Académie des sciences, belles-lettres et arts de Savoie : en 1976, il en est membre correspondant[37].
- Après avoir été dirigeant opérationnel du Secours en montagne national au sein de la FFM de 1947 à 1957, il en est nommé président d'honneur en 1957[3].
- Club alpin français (CAF) section Grenoble-Isère : en ayant été président de 1949 à 1957[38], il est nommé président d'honneur en 1992[21].
- Il est fait chevalier de la Légion d'honneur décoré au péril de sa vie (D.P.L.V.) en 1951[39].
- Officier de la Légion d'honneur (1961)[40].
- Officier de l'ordre des Palmes académiques[5].
- Officier de l'ordre national du Mérite (1965)[41].
- Médaille d'honneur pour acte de courage et de dévouement, vermeil[5].
- Hommage posthume dans la revue La Montagne et Alpinisme du Club alpin français (CAF) no 4, 1992[3].
- Une salle polyvalente de la commune de Corenc, près de Grenoble, où il résidait, a été baptisée en 2002 Espace Félix Germain[42].
- En 2012, pour le vingtième anniversaire de sa mort :
  - la Société Dauphinoise de Secours en Montagne (SDSM) lui dédie une page spéciale sur son site internet[43]
  - sa ville de résidence en fait de même dans sa revue Les nouvelles de Corenc[44].
- Longtemps après sa mort, ses anciens compagnons sauveteurs de la SDSM ont continué de célébrer sa mémoire lors de rassemblements périodiques[45],[46],[47].
- En 2015 l'association "Coublevie accueil" (Coublevie) publie sur son site internet une page intitulée Littérature alpine : honneur à Félix Germain[48].